# Β-玉米赤霉烯醇
β-玉米赤霉烯醇是一个屬於与真菌雌激素有關的间羟基苯甲酸内酯的非甾体雌激素，出現於镰孢菌。它是α-玉米赤霉烯醇的β差向异构体，和α-玉米赤霉烯醇是玉米赤霉烯酮的一个主要代谢物，主要在肝脏中形成，但肠中進行首过代谢時也會形成少量。与人体内的β-玉米赤霉烯醇相比，有较大量的α-玉米赤霉烯醇是由玉米赤霉烯酮形成的。β-玉米赤霉烯醇的雌激素效力跟玉米赤霉烯酮一樣強，甚至更弱。 